# 콜린 맥레이

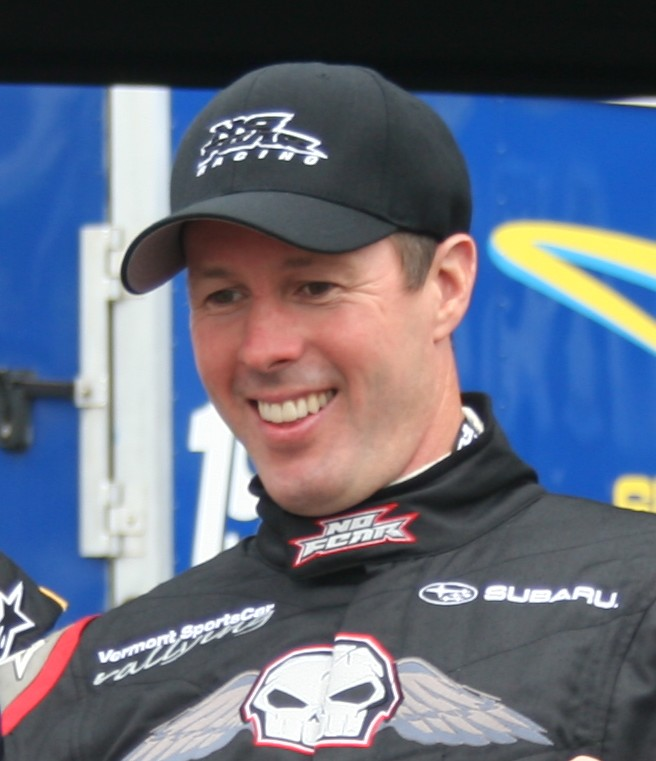
콜린 맥레이(2007년)

콜린 맥레이(영어: Colin Steele McRae, MBE, 1968년 8월 5일~2007년 9월 15일)는 영국 스코틀랜드의 자동차 제조기업 DJM Motorsport 드라이버이다. 1991년·1992년 브리티시 랠리 챔피언이었으며 1995년 영국인으로는 처음으로 WRC 드라이버즈 타이틀을 획득하기도 했다. 또한 맥레이가 스바루 팀에 있던 1995년·1996년·1997년에는 스바루에게 WRC 컨스트럭터 타이틀을 안겨 주었다.
2007년 9월 15일, 헬기로 고향인 라나크로 가던 중 기체 이상으로 추락사했다.

## 생애
콜린 맥레이는 1968년 스코틀랜드 라나크에서 태어났다. 그의 아버지인 지미 맥레이와 형제인 앨리스터 맥레이 역시 랠리 드라이버로 활동한 바 있다. 16세 때부터 랠리를 시작했으며 그가 20세 무렵인 1987년 스웨덴 랠리에서 WRC에 데뷔했다. 1995년 WRC 최초의 영국인 드라이버 챔피언이 되었다.

## 죽음
2007년 9월 15일 약 16시 10분경, 콜린 맥레이가 몰던 헬리콥터가 라나크 인근에 추락, 헬기에 타고 있었던 콜린 맥레이를 포함하여 4명이 사망했다. 사고 당시 콜린 맥레이는 조종을 하고 있었으며, 기체의 이상으로 헬기가 추락했다고 아버지 지미 맥레이는 주장했다.
2008년 8월 30일, 콜린 맥레이 1주기를 기념하기 위해 전 세계의 스바루 팬들이 라나크에 모여 약 500 km 떨어져 있는 프로드라이브 본사까지 퍼레이드를 벌였다. 이때 모인 자동차의 수는 1,083대로 기네스 기록을 갱신했다.

## 서훈
- 1996년 대영 제국 훈장 5등급(MBE) 수훈[1]